# クラック・コカイン

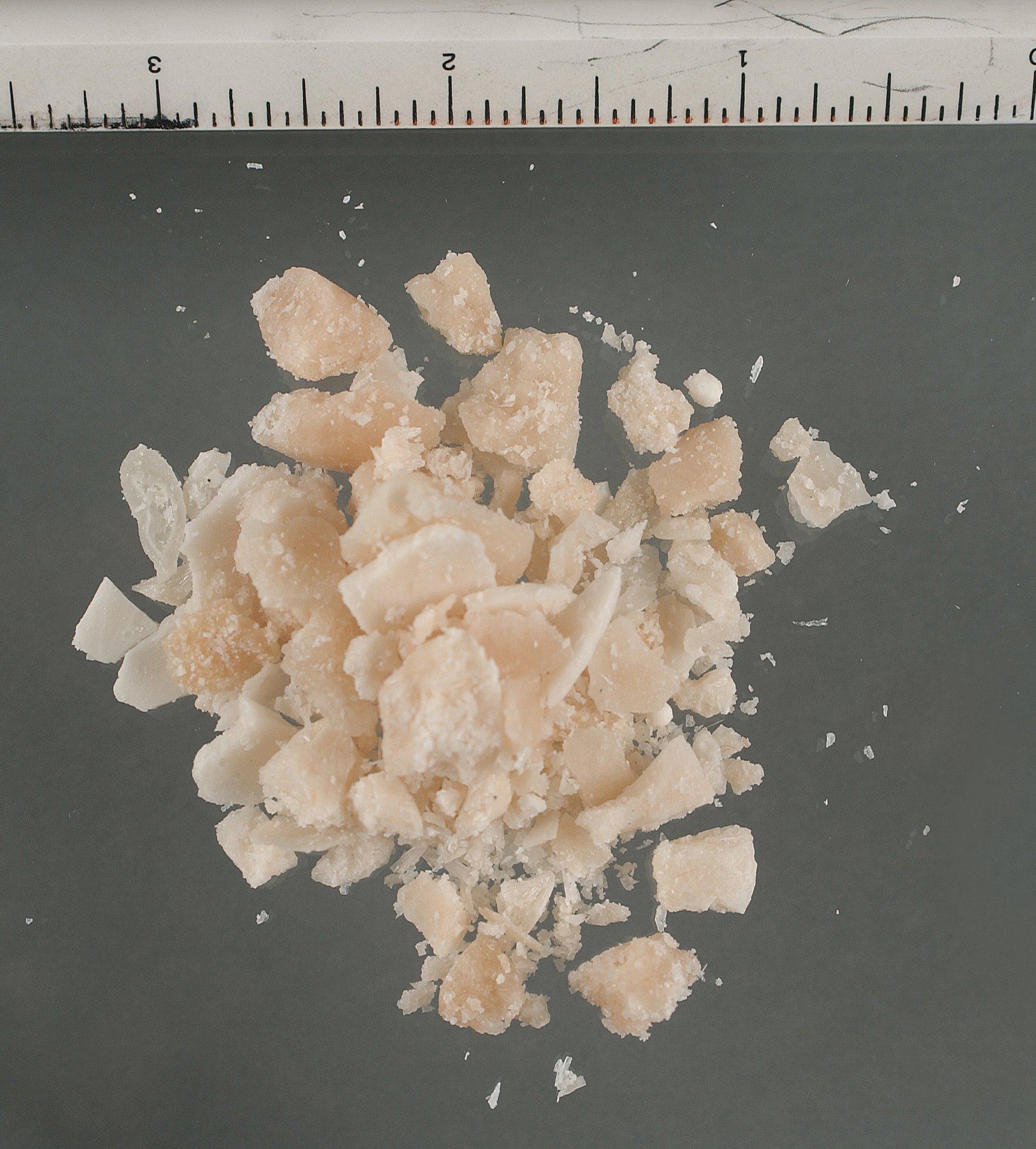
クラック・コカインの山‘rock’

メチルベンゾイルエクゴニン（遊離型コカイン）の構造式

クラック・コカイン（別名クラック、ロック、英:crack cocaine）は、煙草で吸引できる状態にしたコカインの塊である。その成分は、コカイン塩酸塩（粉末コカイン）を重曹（炭酸水素ナトリウム）または水酸化ナトリウム処理し、コカイン塩酸塩からコカインを遊離させることで生成する、メチルベンゾイルエクゴニン（高純度コカイン、いわゆるフリーベース）である。

## 外観と特徴
一般的に、路上で売られているクラック・コカインには、かさ増しするために混ぜ物が入っている可能性がある。カナダのRCMP（王立カナダ騎馬警察）連邦薬物局のKent Dahlによれば、「コカインに見せかけた白色の物質がかさ増しのために混ぜられており、これらの不純物にはレバミゾールのような有毒な不純物すら用いられていた」ことが報告されているという。
より純度が高いクラック・コカインは、ろうそくの蝋よりもわずかに密度が高く、塊を刻んだ際には縁の部分から黄色がかった白色が現れる。結晶型の高純度なクラック・コカインは、硬く脆いプラスチックに類似している (折れるときにパキッと鳴る)。クラック・コカインは、局所麻酔薬としても作用し（コカインを参照のこと）、煙の吸引時に曝露する舌や口腔内を麻痺させる。純度の高いクラック・コカインはまた水に沈み、炎であぶると溶解する（90℃, 194°Fにて気化）。

## 化学
製造時に鳴る音にちなんで、しばしば"crack"の愛称で呼ばれるクラック・コカインは、1984年後半～1985年の間にニューヨーク近郊の貧民街、ロサンゼルス、マイアミで初めて登場した（詳しい経緯についてはクラックブームの記事を参照のこと）。
クラック・コカインを製造する操作過程でエーテルを用いる製造業者は、その操作の危険性からアンモニアの混合物からクラック・コカインの沈殿物を取り出す作業を省略するようになった（通常は濾過のプロセスも省略する）。作業を省略した結果として、混合物を蒸発させた後に得られるクラック・コカインには、塩化アンモニウム(NH4Cl)が残留する。そのため、"rock"には少量の水も含まれている。

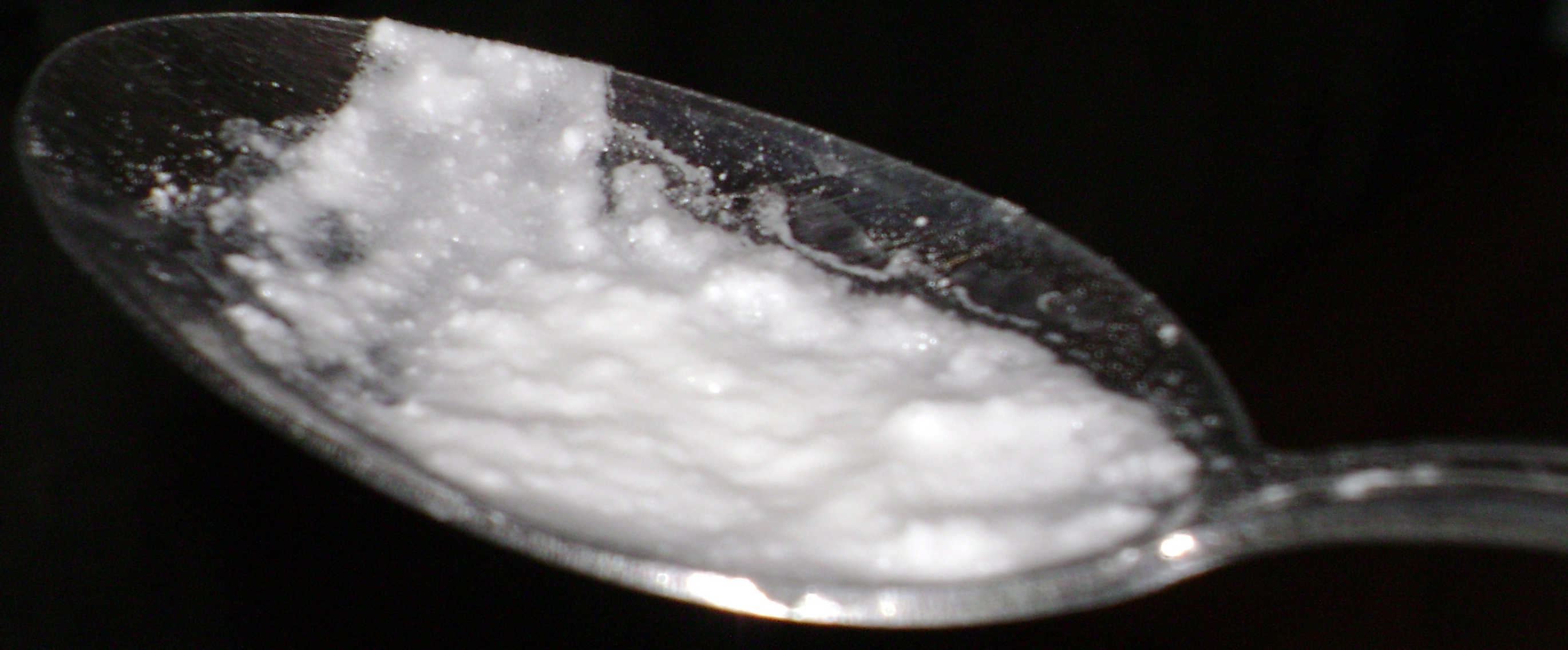
スプーン一杯の重曹とコカイン、少量の水の混合物。下から加熱し、反応物を処理することで、クラック・コカインの”rock”を作ることができる。

クラック・コカインの作成には炭酸水素ナトリウムを用いるのが基本であるが、他の弱塩基性物質でも代用可能である。なお、炭酸水素ナトリウムを用いた場合の生成反応は以下のようになる。
クラック・コカインは、しばしば初めからロックの状態で入手することが可能である。しかしながら、一部の利用者は購入したクラック・コカインをさらに"wash up（洗浄）"したり"cook（調理）"したりする。
この操作は、スプーン上で、重曹（炭酸水素ナトリウム）と水、コカイン塩酸塩を用いて、右の画像のように行う。まず、これらを混合し、加熱することで炭酸水素ナトリウムを二酸化炭素と炭酸ナトリウムへと分解し、これがコカイン塩酸塩と反応することで、オイル状の遊離コカインが得られる。コカイン塩酸塩から生成したコカインアルカロイドは反応液上に浮かんでくるので、この時点でピンまたは細長い棒状のものを用いて素早く取り上げる。 
集めたオイルを糸状にし、風に当てて乾燥した後に、利用者もしくは製造業者がオイルを岩状に成形して”Rock”とする。なお、この加工法により路上などで購入できるコカイン1g からクラック・コカインを0.1g 程度調製することが可能である。
クラック・コカインは 90℃ (194°F) 前後で気化する。これはコカイン塩酸塩の気化温度である 190℃ (374°F) よりも大幅に低い。そのため、コカイン塩酸塩をあぶった煙を吸引しても効果を示さないのに対し、 クラック・コカインをあぶった煙ではコカインが脳血流へ急速に吸収され、わずか8秒で脳に達する。
クラック・コカインはコカイン塩酸塩よりもいっそう効果が強いと考えられている事も影響して、通常の粉末コカインを鼻から吸引する方法｛"sniffing（スニッフィング）"もしくは"snorting（スノーティング）"｝よりもはるかに早く、強烈な恍惚状態を得られる。

## 摂取方法

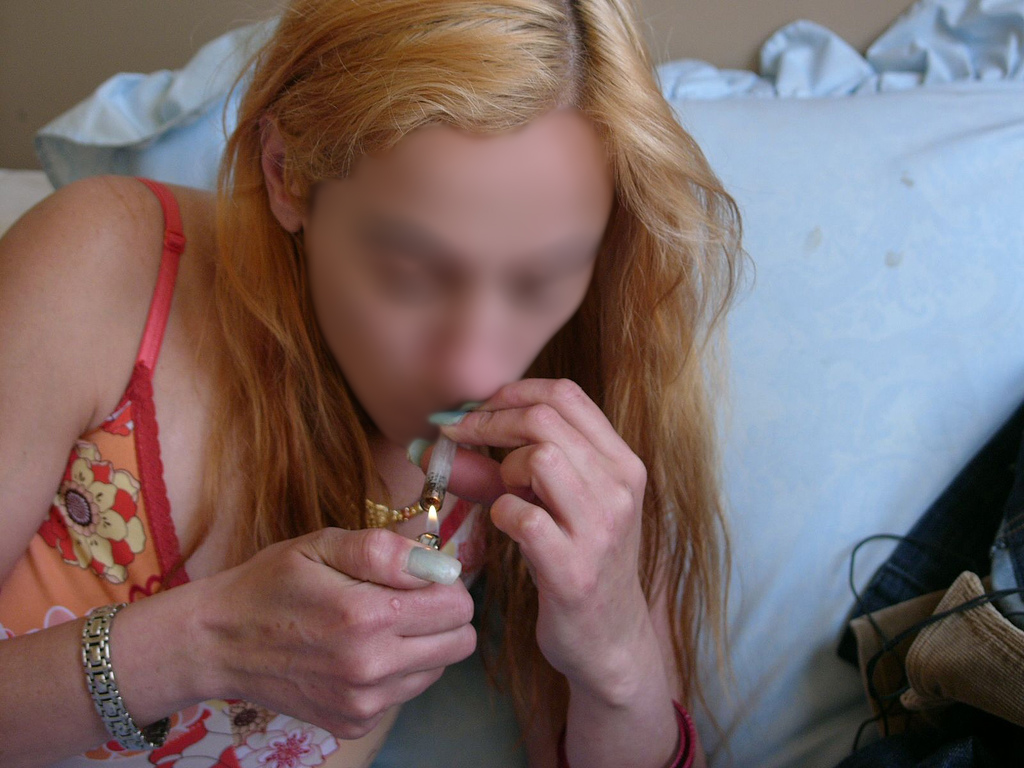
ガラスパイプを用いたクラックの喫煙。

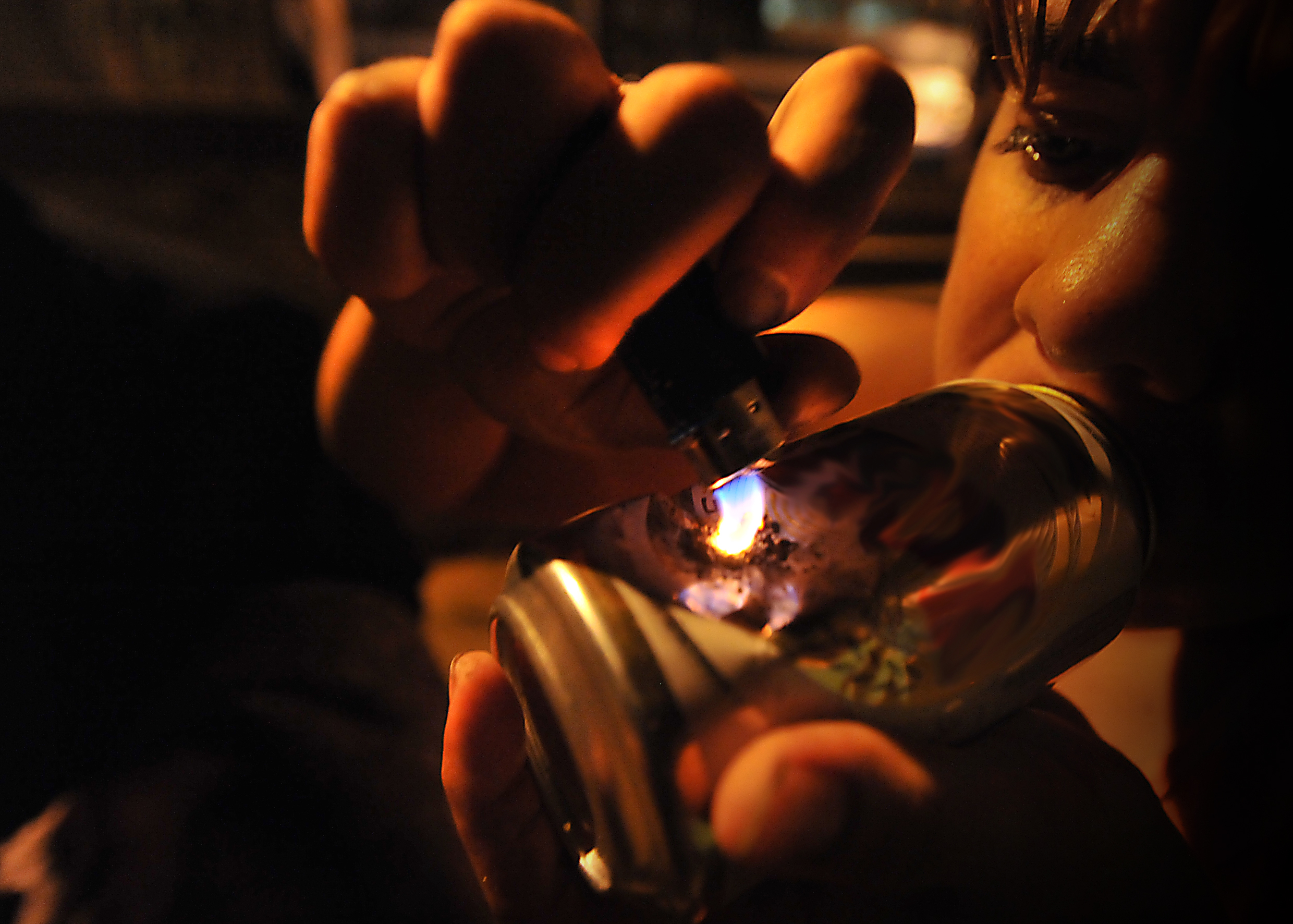
空き缶を使用したクラックの喫煙。

クラック・コカインは、スニッフィングによる摂取が出来ないことと、クラック・コカインはコカイン塩酸塩よりも揮発性が高いことから、喫煙する形で体内に取り込むのが一般的である。
主な方法としては、水タバコを用いる手法と、"convenience store crack pipes"と呼ばれる、元々は小型の人工バラが入ったガラス管（通称love roses）を利用する手法がある。
- 水タバコを用いる手法では、まず初めにガラス瓶部分に水やラム酒を入れ、火皿の上に目の細かい金網を設置して、その網の上にクラック・コカインを載せる。このような状態で加熱を行い、クラック・コカインを気化させて生じた蒸気を一気に吸引する[6][9]。

- ガラス管を用いる方法では、ガラス管にクラック・コカインを直接詰め、ライターなどで直に加熱し煙の吸引を行う[8]（右の画像を参照のこと）。ガラス管が無い場合の代用方法として、右の画像のように空き缶を利用して吸引する方法も存在するようである。

なお、これらの喫煙による摂取法では、体内に吸収されるクラック・コカインの量はおよそ全体のうちの6%程度でしかないという。また、一度の吸引で生じる多幸感は5分から10分程度しか持続しないため、多幸感を持続させるにはすぐに次の吸引を行う必要がある。
煙の形で吸引するクラック・コカインは、スニッフィングで摂取する粉末コカインよりも吸収が早く、一気に行われるため、薬効はより激しく効果時間はより短い。このため、粉末コカイン以上に頻繁な反復吸引を行うことで、結果として中毒を生じやすいとされている（ただし異論も存在する。詳しくは後述の中毒の項を参照のこと）。
また、クラック・コカインとヘロインを混ぜ合わせ摂取するスピードボールと呼ばれる摂取方法も存在する。

## 作用

### 精神面への影響
クラック・コカインは利用者の脳に、多幸感、極端な自信、食欲不振、不眠、覚醒、活力の増大、さらなるコカインの要求
などを引き起こし、コカインが切れた後には譫妄をきたす。
コカインを使用すると、まずドパミン作動性神経のシナプス前終末からドパミンを大量に放出させ、脳に多幸感を生じさせる。この多幸感が5分から10分程度続いた後に、脳内のドパミン量が急激に低下することで、憂鬱感を生じたり落ち込んだりする。コカインを溶かして注射した場合、血流への吸収はコカイン・クラックの煙を吸入した場合と同様、すぐに多幸感を生じる。
一般的なコカインの使用者は、コカインを一度の使用で複数回吸入したり（あるいは注射したり）する。しかしながら、コカインはシナプス末端からのドパミン再取り込みを抑制するため、シナプス前終末のドパミンが再補充されるまでは長時間かかる。そのため、コカインを短時間に幾度も打つと、生じる多幸感は回数が増えるほど少なくなっていく。しかしながら、コカインを時折り吸うか打つかすることで、3日ないしはそれ以上の間一睡もせずにどんちゃん騒ぎを続けることが可能である。

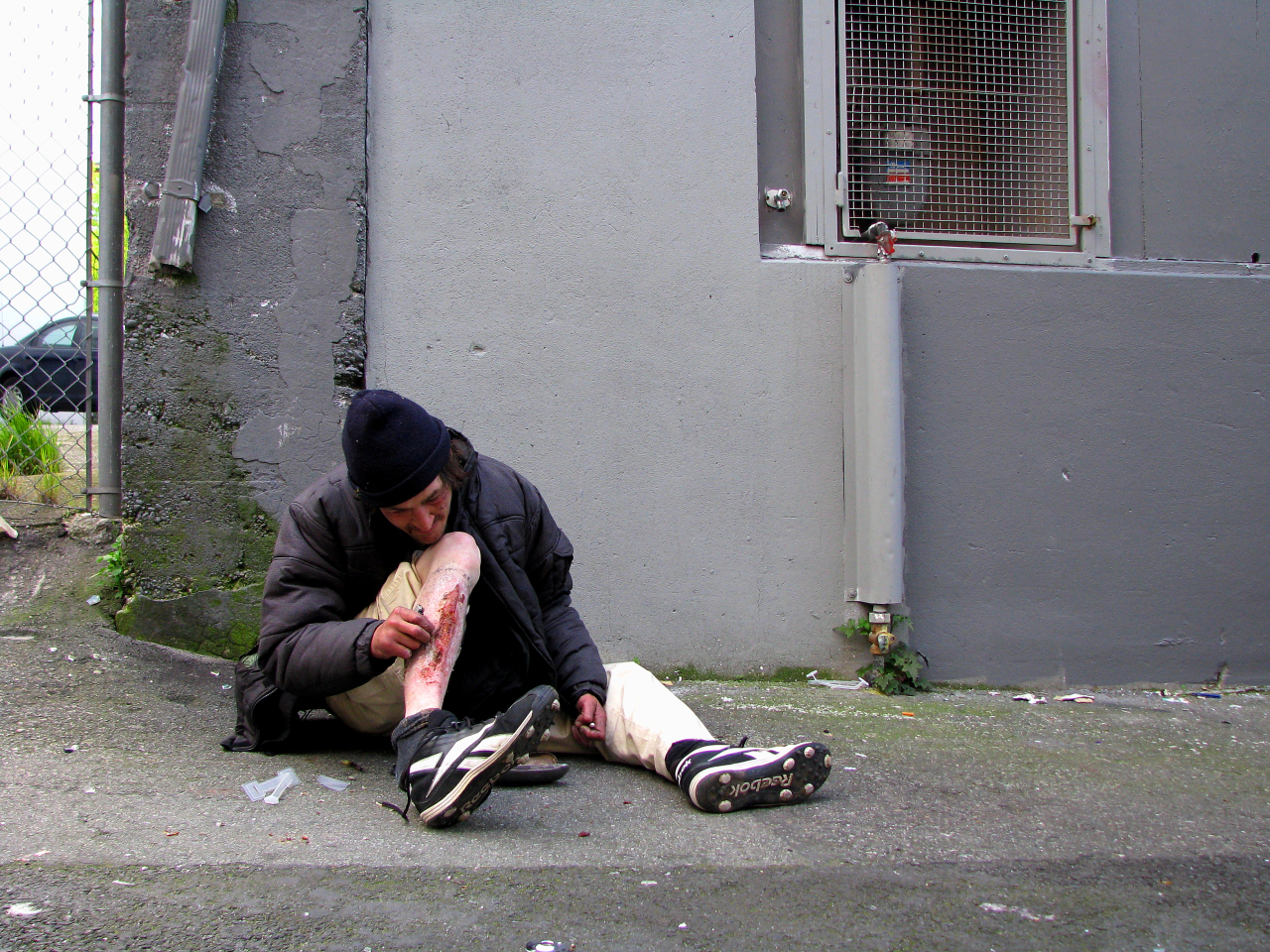
道端にて開いた傷口を穿りながら時折クラックを吸うダウンタウンの住人。

コカインを幾度も繰り返し使用し、一度の使用量が増えていくと、神経過敏、不安、譫妄などの状態を生じる。これらの症状は、最終的には本格的な妄想性精神疾患（薬物性の統合失調症）をもたらす。患者は現実との接点を失い、幻聴を聞くようになる。これをコカイン精神病という。
（特にアンフェタミンやコカインなどの）覚醒作用を示す中枢神経刺激薬物の乱用は、寄生虫妄想症（Delusional Parasitosis）やエクボム症候群（Ekbom's Syndrome）などの、体内に小さな虫や寄生虫が存在し、これが這い回ったり刺したりするという妄想を生じさせる。例えば、コカインの乱用者は"cocaine bugs"や"coke bugs"と呼ばれる蟻走感を生じる。これは、自身の皮膚の下で寄生虫が這い回るように感じるか、這い回っていることを確信する妄想である。これらの妄想はまた、昆虫に関する視覚的な幻覚をしばしば引き起こす高熱やアルコール離脱症候群とも関連付けられる
これらの幻覚を体験した人々が特に錯乱していた場合、自身の皮膚を広範囲に渡ってひどく掻きむしり、皮膚に深刻な損傷を与えて出血を起こす。

### 生理学上の影響

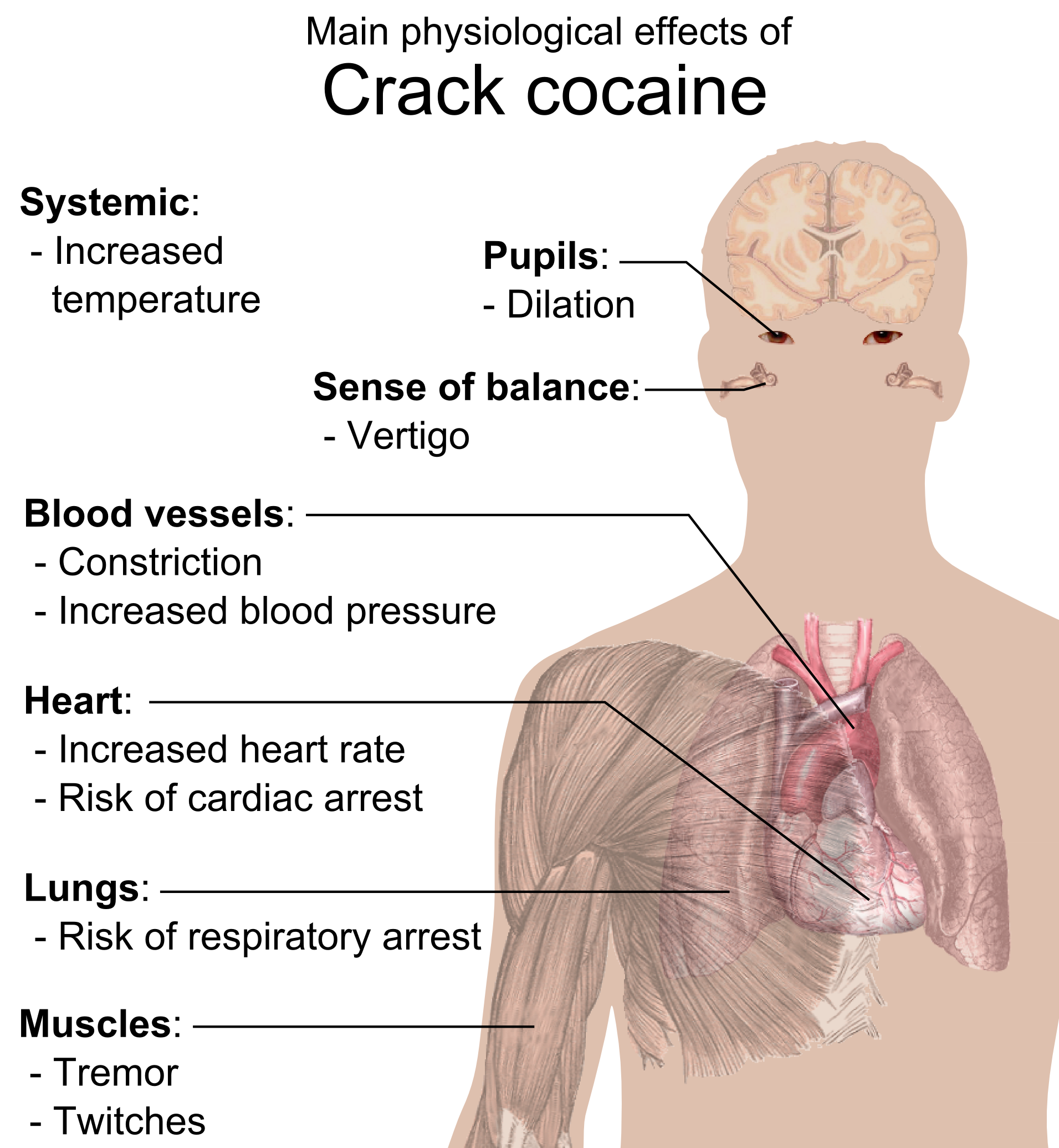
クラック・コカインによる、主要な生理学的影響。瞳孔散大、血圧上昇、体温上昇、心拍数増大など。

コカイン使用時の短期間的な生理学的影響としては、血管収縮、瞳孔散大、体温上昇、心拍数増大、血圧上昇などが生じる。一度に数百ミリグラム以上の量を使用をした場合、利用者はコカインの作用でハイになる他に、奇妙な振る舞いや、常軌を逸した振る舞い、暴力的な振る舞いをする。クラック・コカインの大量使用、もしくは繰り返し使用することで、震え、めまい、筋肉の痙攣、譫妄などの状態をひきおこすが、これらの中毒反応はアンフェタミンの中毒反応と非常に似通っている。幾人かのコカイン使用者は、落ち着きのなさ、興奮性、不安を感じたことを報告している。まれに、コカインの使用時（初使用時も含む）に突然死に至ることがある。コカインによる突然死の原因の多くは、心不全や呼吸停止発作によるものである。
コカインに対して強い薬物耐性を形成し、一度の利用に際し幾回もコカインを吸入、もしくは注射している利用者の多くは、一度目の使用時には多幸感を味わうことに失敗していることが報告されている。一部の利用者は多幸感をより強く、より長く感じるために使用量を頻繁に増大させる。結果としてコカイン使用者は、薬物耐性が形成されるまでの間、コカインの麻酔作用と痙攣作用に関しても強い作用を受ける。
そのため、コカインの少量使用時に発生する突然死に関しては、麻酔作用と痙攣作用といったこれらの薬理学的作用から説明可能である。

### 中毒
（依存症の項目も参照のこと。）
クラック・コカインは、最も中毒性の高いコカインであると同時に、最も中毒性の高い薬物の1つであると一般に考えられている。 しかし、この主張には異論があり、モーガン（Morgan）とジマー（Zimmer）は、入手可能なデータから「…自分自身でコカインの喫煙を行うことは、依存症になる可能性を著しく上昇させはしない…（中略）…コカインは、煙を吸入した場合に、より中毒性が高いという主張は再検討されるべきだ」との指摘を行った。
彼らは、既にコカインの乱用傾向がある使用者は "より効率的な摂取の方法（＝喫煙）に移行" しやすいと論じた。
多幸感を再び味わうことへの激しい願望は、多くの利用者を中毒者へと変えている。低純度、あるいはまがい物のクラック・コカインを何時間も喫煙した後でさえ、本物の高純度クラック・コカインを吸えば多幸感を得ることができる。惨めな時間や強迫性神経症が、これらの辛さを打ち消すために利用者をクラック・コカインへと走らせる。ハイになったときの記憶が利用者を中毒者へと変え、高純度クラック・コカインを求めて路上で販売している粗悪なクラック・コカインを大量に購入させるのである。
一方、Reinarmanらは、「クラック・コカイン中毒者の性質は、中毒者自身の薬物利用習慣や心理的特性などの社会的状況に依存することから、たとえ重度なクラック・コカイン中毒者でも、数日から数週間の間ドラッグを使用しないことを目指すべきである」と指摘した。

## 健康への影響

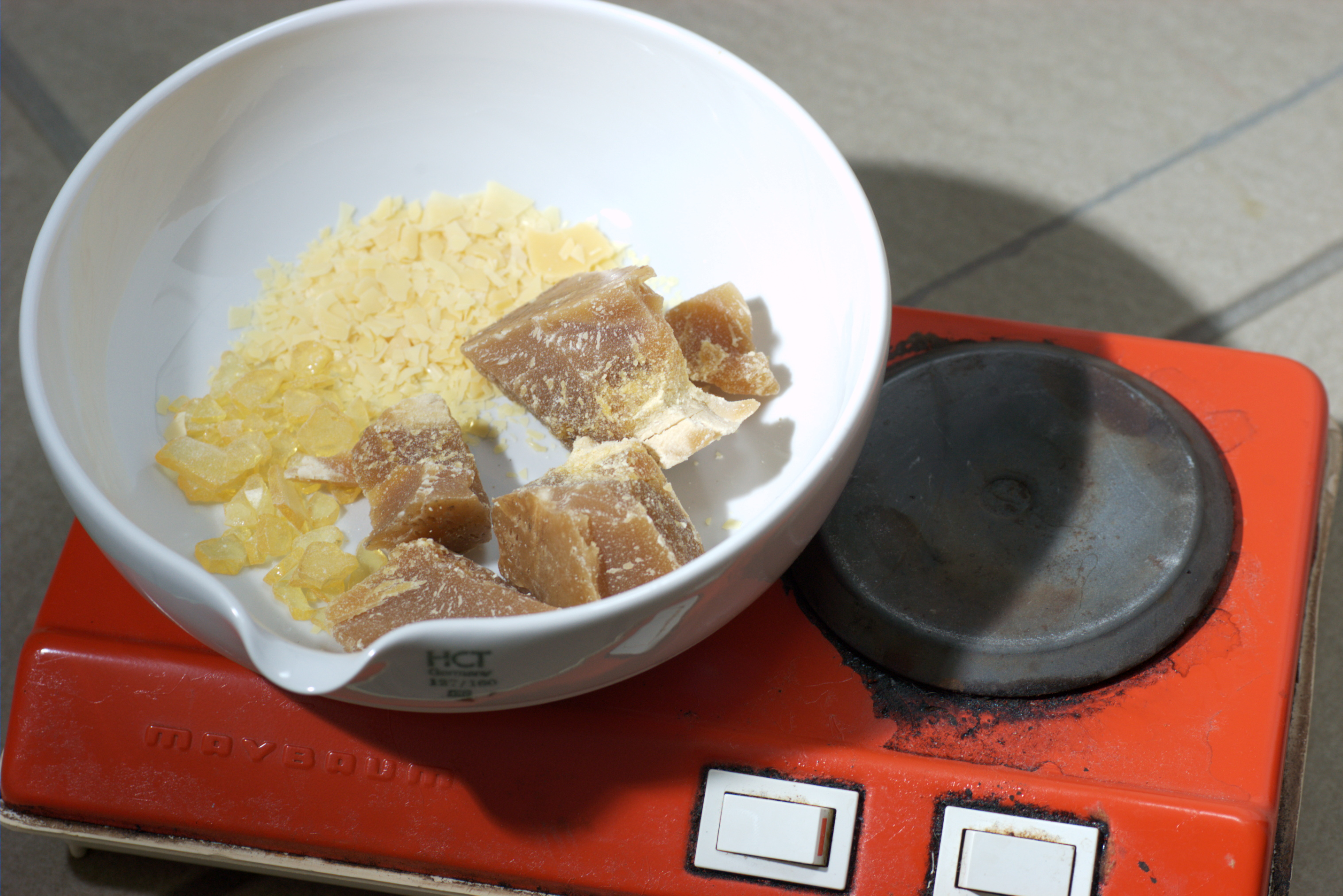
かさ増しに利用されやすい物質の例。左下が松脂、上側がカルナバ蝋、右下が蜜蝋である。

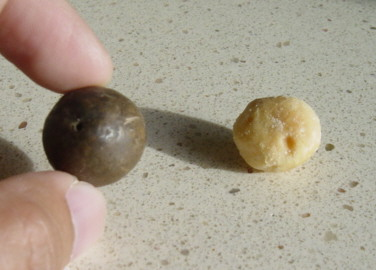
アメリカ司法当局がおとり捜査に利用するマカダミアナッツ。右側が皮を剥いた状態である。

クラック・コカインとして使用されている物の中には、低純度の代物やまがい物も存在しており、これらにはコカイン吸引による健康へのリスクのほかに、他の成分由来のリスクが存在する。中でも、スピードボール（Speedball）あるいはスノーボーリング（snowballing）と呼ばれるコカインとヘロインの併用物は、コカインとヘロインいずれの単独使用よりもいっそう危険である。
クラック・コカインにより大量のドパミンが放出されることで、脳は他の組織への影響を与えようとする意欲を生じる。この生理反応により、脳は体内に大量のアドレナリンを放出させ、心拍数の上昇と血圧上昇の傾向を起こすことで、長期的には循環器系への問題を生じさせる。この研究は、クラック・コカインの喫煙による摂取が他のコカインの摂取法よりもより多くの健康問題を生じさせることを示唆している。これら諸問題の多くは特にメチルエクゴニジンに関連している。メチルエクゴニジンは、クラック・コカインを喫煙する際の熱分解反応により生成する化合物であり、クラック・コカイン検出試験のバイオマーカーであるが、この化合物は心臓、肺、肝臓に明確な影響を与えることが知られている。
- 有毒な不純物： 既に述べたように、かさ増し目的や、コカイン・クラックらしく見せかける目的で、不純物が混ぜられていることがある。時には、短期間および長期間にわたる健康へのリスクが明確に判明していない高毒性の物質が混ざっている事すらある。例えば、蝋燭などのロウ（コカイン・クラックの見た目を偽装するために用いられる）の場合では、タバコ中で燃焼することで有害な煙が発生する。マカダミアナッツ（場合によっては警察がおとり捜査に用いる偽物であるかもしれない。粉末の外見がコカイン・クラックに類似）を掴まされた場合でも同様に、タバコ中で燃焼することで発生する有害な煙を吸うハメになる。

- 喫煙に関する問題点：喫煙により体内に薬物を導入する行為それ自体が、更なる健康リスクをもたらす。クラック・コカインは、喫煙により摂取するのが最も一般的である。クラック・コカインの融点は約90℃（194 ° F）であり[1]、また、その煙は効能を長くは示さない。そのため、クラック・コカインの成分の気化から効果を失うまでの時間は一般的に非常に短い。このため、しばしばコカイン煙草の愛好者は非常に熱いパイプを唇に押し付けることで唇に水ぶくれやひび割れを起こすが、これを "crack lip" と呼ぶ。"convenience store crack pipes"[8]と呼ばれる、元々は小型の人工バラが入ったガラス管（通称love roses）を利用することでも、このやけど症状が発生する。これらの4インチ（10cm）のパイプ[8]は、耐久性が無くすぐに破損が生じるが、多くの利用者はパイプが破損してより一層短くなってさえ同じパイプを使い続ける。特に、既に熱くなっている短いパイプを他者と回しながら吸っているときに、唇、舌、指などに火傷を生じる可能性が高い。

- 高品質品の大量使用：クラック・コカインは、モノごとの品質が大きく異なることから、一部の人々は低品質なクラック・コカインを大量に吸引することがあるが、これが高純度なものであった場合オーバードースとなり、心疾患の引き金になったり意識不明を起こしたりする。

- パイプの共用による病原体感染：一本のパイプを回して吸う際に、吸い口を火炎滅菌していない場合、前に吸った人物から何らかの細菌やウイルスを貰う可能性がある。例えば、結核菌は 唾液によって感染する。リスク削減の観点から、マウスピース（ガラス管の端に取り付けるタイプのもの）を利用するか、複数人で回して吸うのを避けるかをするのが好ましい。

- 注射針、またはスプーンによる感染：クラック・コカインをスプーン上で調製し、シリンジを用いて注射する場合、感染が起こりえる。 HIVのような性感染症は、注射の回し打ちや、スプーンを共用した（感染者が注射の残りをスプーンに戻し、これを打った）場合に感染する。リスク削減の観点から、常に清潔な注射器を使用し、複数人での回し打ちは行うべきでない。

- 鼻腔内組織の崩壊：長期間に渡り、多くの量の粉末コカインのスニッフィングを行った場合、鼻腔内組織が破壊され[20]、鼻中隔湾曲症が起こり、鼻が崩壊する可能性がある[20]。

- 薬物中毒は健康問題であると広くみなされている。また、多くの国ではコカインの使用が違法であることから、世界各国の政府が、安全に関する教育や清潔な器具へのアクセスの供給を行っているが、これを完全に実行することは困難である。

### 妊娠、出産、児童の発育に関する影響
"クラック・ベビー（Crack baby）"は、 妊娠中にクラック・コカインを使用した母親から生まれた子供を指す用語である。妊娠中にコカインを使用することが胎児への脅威をもたらすかどうかに関しては、いくつかの論争がある。ことを複雑にする要因の１つに煙草の喫煙がある。それは、ほぼ全てのクラック・コカインの使用者には煙草を吸う習慣があるためである。 アメリカ国立薬物乱用研究所 （National Institute on Drug Abuse：NIDA）の公式見解では、健康リスクについて警告するとともに、ステレオタイプな見解に対しても警告を行っている。
かつては、妊娠中にクラック・コカインを使用した母親から生まれた子供達は、失われた世代として世間から見限られており、彼らは知性低下や社会的スキルの低下などの深刻な、取り返しのつかない被害に苦しむことが予想されていた。が、その後これは明白な誇張表現であったことが明らかとなった。しかしながら、これらの子供たちのほとんどが正常であったことは事実であるが、心配する必要が全くないことが示唆されたかのように拡大解釈を行うべきではない。
科学者たちは極めて高度な技術を駆使し、胎児の発育段階でコカインに曝露した場合、認識能力のいくつかの分野の欠如、情報処理能力の欠如、学校での成功に重要なtasks—abilities（タスクアビリティ：目標を達成するために的確な判断・行動をする能力）への関心の欠如など、微妙であるが重要な能力の欠如が一部の子供に生じることを近年見出している。
クラック・コカインは乳幼児突然死症候群（SIDS）を引き起こすと信じていた人々もいた。しかしながら、妊娠中にクラック・コカインを使用した母親から生まれた子供達におけるSIDS発症率を調査した結果、クラック・ベビーのSIDS発症率は煙草の喫煙をする女性の子供達におけるSIDS発症率と比較しても有意に高い値を示さなかった
また、授乳に関して「コカインは、母乳を通して乳児に移行する可能性が高い」との警告がある。 
1938年設立の非営利団体であり、早産や未熟児、ポリオ、小児麻痺児童などの救済を目的とした募金運動を行うことで知られるMarch of Dimesは、妊娠中のコカイン使用について以下のような忠告を行った。
妊娠中のコカイン使用は、妊娠中の女性と胎児に様々な影響を与える。妊娠初期の数ヶ月間では、流産の危険性が上昇する。妊娠後期では、早期陣痛（妊娠37週より前の陣痛）の引き金になるか、新生児の発育不良を引き起こす。その結果、コカインに曝露した赤ちゃんは、曝露していない赤ちゃんと比較して、出生時低体重児（5.5 lb (2.5 kg)以下の体重で誕生)として生まれてくる可能性が高い。出生時低体重児は、正常な体重で出生した赤ちゃんと比較すると、出生後一ヶ月以内に死亡する可能性が20倍以上高く、精神遅滞や脳性麻痺など、生涯にわたる障害のリスク増大に直面しやすい。コカインに曝露した赤ちゃんはまた、一般的に脳が小さいために頭も小さい傾向にある。 ある研究では、コカインに曝露した赤ちゃんは、尿路の欠陥と、おそらく心臓の欠陥を含む先天性欠損のリスクが増大することが示唆されている（催奇形性の疑い）。このほかの影響として、コカインは心臓発作、不可逆的な脳の損傷、脳卒中を胎児に生じさせる要因となる可能性がある。

## 法的規制

### 日本
麻薬及び向精神薬取締法第二条により麻薬として指定される規制薬物であり、都道府県知事に申請し、該当する麻薬取扱者の免許を受けた者を除いて、製剤、小分け、譲り渡し、譲り受け、所持を行うことは違法である。この法令に違反した場合、非営利目的で上記の行為を行った者は7年以下の懲役、営利目的で上記の行為を行った者は1年以上10年以下の懲役及び3百万円以下の罰金となる。なお、法律上は同法の別表第一（第二条関係）の十三項において「コカインその他エクゴニンのエステル及びその塩類」として一律に規制されており、クラック・コカイン（遊離塩基型コカイン）と粉末コカイン（コカイン塩酸塩）の区別はなされていない。

### カナダ
1997年に施行された規制薬物・物質法において Schedule I の物質として法的規制されている。なお、カナダ刑法上では、クラック・コカインはコカインや他のコカイン由来生産品との区別はなされていない。しかし、裁判所では、クラック・コカイン使用の社会的および経済的要因に比重を置いた判決を下すことがある。法的基準では、Schedule I の薬物所持で起訴された場合で最大懲役7年となり、売買や生産で起訴された場合では最大で終身刑となる。コカイン所持容疑での即決判決では、おおよそ1000ドルから2000ドルの罰金と6ヶ月から1年の実刑となる。

### アメリカ
コカインは、1961年に採択された国際条約である麻薬に関する単一条約の Schedule I の薬物としてリストされており、アメリカ合衆国政府の許可を得ずに、生産、製造、輸出、輸入、流通、貿易、使用、所持を行うことは違法である。
アメリカ合衆国内では、乱用の可能性が高い薬物として、また医療目的で運搬される薬物としてコカインは規制物質法により Schedule II の薬物として指定されている。また、麻薬取締局のリストには Schedule I の化合物として記載されている。ただし、クラック・コカインは形態こそ異なるが本質的にコカインと同じ化合物であることから、コカインとの区別はなされていない。
法執行機関は、クラック・コカイン購入者を逮捕するためにおとり捜査を行う際、しばしば薬物に似せたマカダミアナッツの粉末を利用する。これは、刻んだ状態のマカダミアナッツの色がクラック・コカインと類似しているためである。
1987年以降、連邦量刑ガイドライン（United States Sentencing Guidelines）に基づき、クラック・コカインに関する刑罰は粉末コカインと比較して不均衡な厳罰が下ることに関しては幾つかの論争がある。粉末コカイン 500 g の取引を行った場合で5年以上の実刑であるのに対し、クラック・コカインの場合では、ほんの 5 g の所持だけで同等の刑罰となる。量の比に関する不均衡（100 : 1）もさることながら、比較対照がそもそも粉末コカインの所持に関する絶対的最低刑ではない。アメリカ合衆国量刑委員会（United States Sentencing Commission）は、この格差を是正することと、現行の刑罰を減刑することを勧告している 。一部には、都市部の黒人コミュニティでより普及しており、郊外地域の白人コミュニティでは粉末コカインがより普及していることから、この量刑的不均衡は制度的な人種差別であるとの主張がある。
なお、合衆国最高裁判所は2007年に In Kimbrough v. United States, 552 U.S. 85（英語版の当該記事）の判決にてクラック・コカインおよび粉末コカインに関する被告人の量刑ガイドラインについての規定を行った。

### ヨーロッパ
イギリスでは、クラック・コカインは ”Class A drug” である。オランダでは、あへん法にリストされる薬物の1つである。
なお、オランダではドラッグの個人使用が合法であるとの誤解が存在するが、実際にはヘロインやコカインなどのハードドラッグは取り締まりが厳しく行われており、また、大麻などのソフトドラッグに関しても「個人使用目的での少量の所持および使用は起訴しない方針である」だけで、正確には違法行為である。

### アジア諸国
中国、韓国、マレーシア、シンガポール、フィリピン、タイ、パキスタンなどの国では薬物関連犯の最高刑が死刑である。